# Салли, Томас

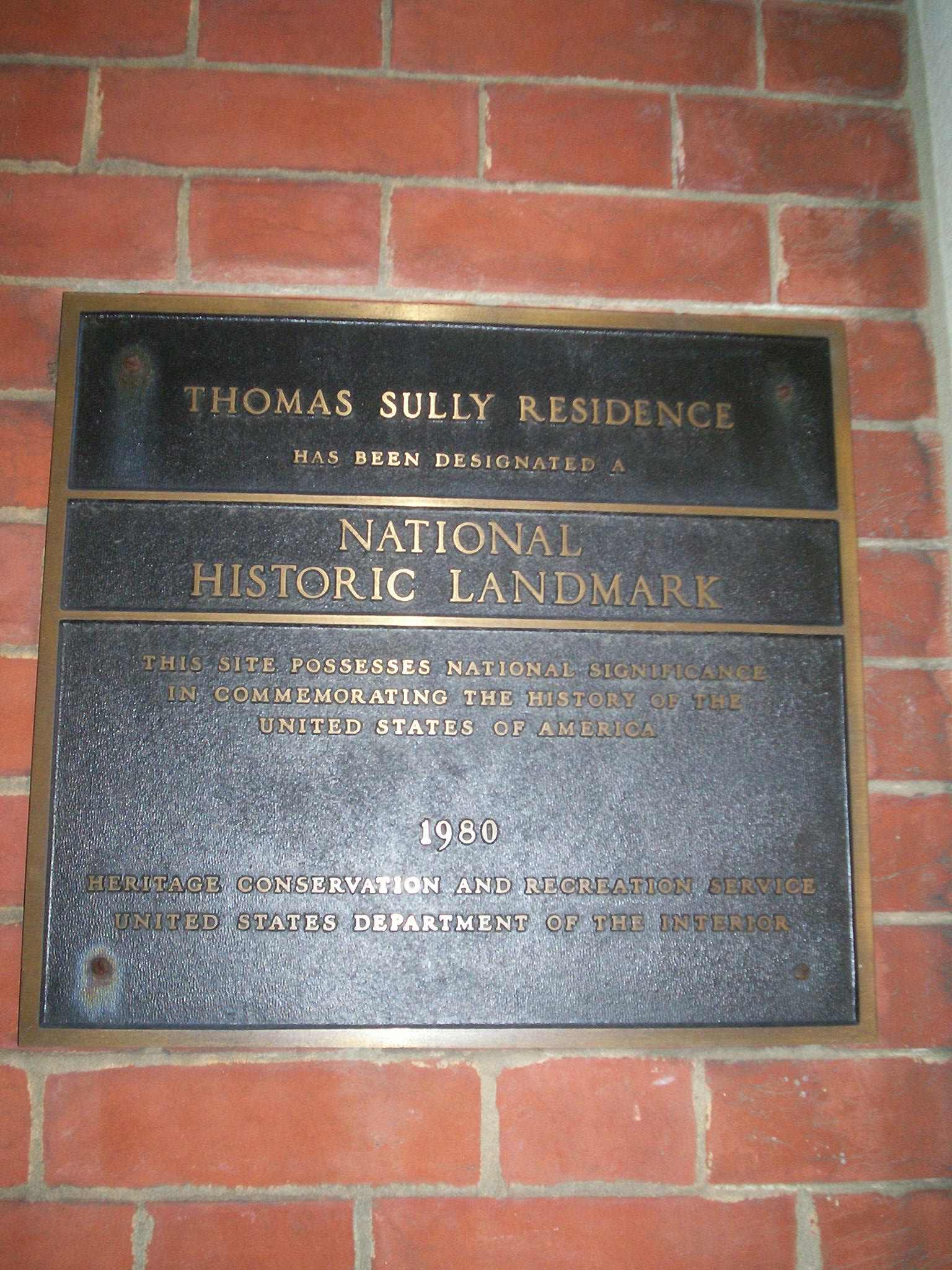
Памятная доска на доме в Филадельфии

Томас Салли (англ. Thomas Sully; 1783—1872) — американский художник.

## Биография
Родился 19 июня 1783 года в Великобритании в семье актеров Маттью и Сары Салли.
В марте 1792 года вся семья, в которой было девять детей, эмигрировала в Чарлстон, штат Южная Каролина, США, где дядя Томаса руководил театром.
В возрасте 12 лет обучался живописи у своего сводного брата, французского миниатюриста. Профессиональным художником стал в 1801 году. Изучал портретную живопись у Гилберта Стюарта в Бостоне.
Через некоторое время со своим братом из Вирджинии Салли переехал в Нью-Йорк, после чего в 1806 году он перебрался в Филадельфию (где прожил до конца своей жизни). В 1809 году Салли отправился в Лондон для обучения у Бенджамина Уэста.
C 1801 года Томас Салли создал 2631 картину, большинство из которых в настоящее время находятся в Соединенных Штатах. Несмотря на то, что Салли известен как художник-портретист, он также написал исторические и ландшафтные полотна.
Умер 5 ноября 1872 года в Филадельфии, похоронен на кладбище Лоурел Хилл (Laurel Hill Cemetery).

### Семья
- Жена — Сара Салли (Sarah Annis Sully, 1779—1867).[7]
- Дети:
  - Сын — Альфред (1820—1879);
  - Дочь — Бланш (1820—1898).

Томас Салли был двоюродным дедом новоорлеанского архитектора, также по имени Томас Салли (1855—1939).

## Интересные факты
- Томас Салли принимал участие в оформлении американских монет в качестве гравёра, в частности пятицентовой и десятицентовой.
- В 1837—1838 годах он посетил Лондон, чтобы создать портрет королевы Виктории.[8]

## Галерея

Некоторые работы Томаса Салли
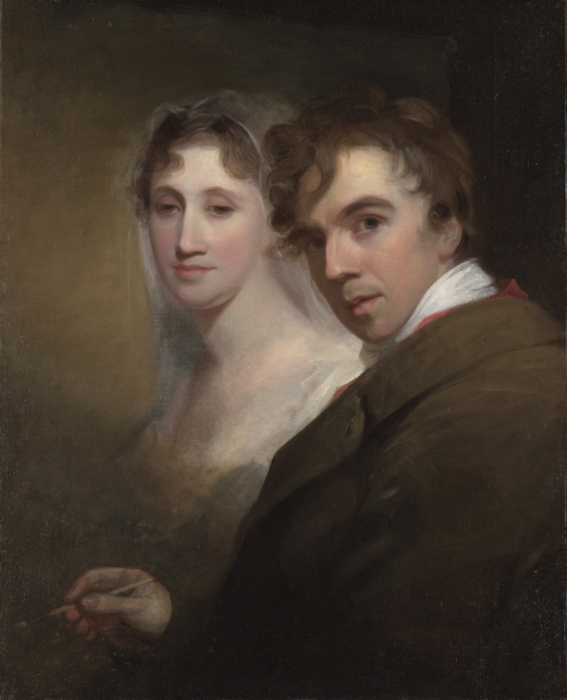
Портрет художника, рисующего жену. Около 1810, холст, масло. Художественная галерея Йельского университета
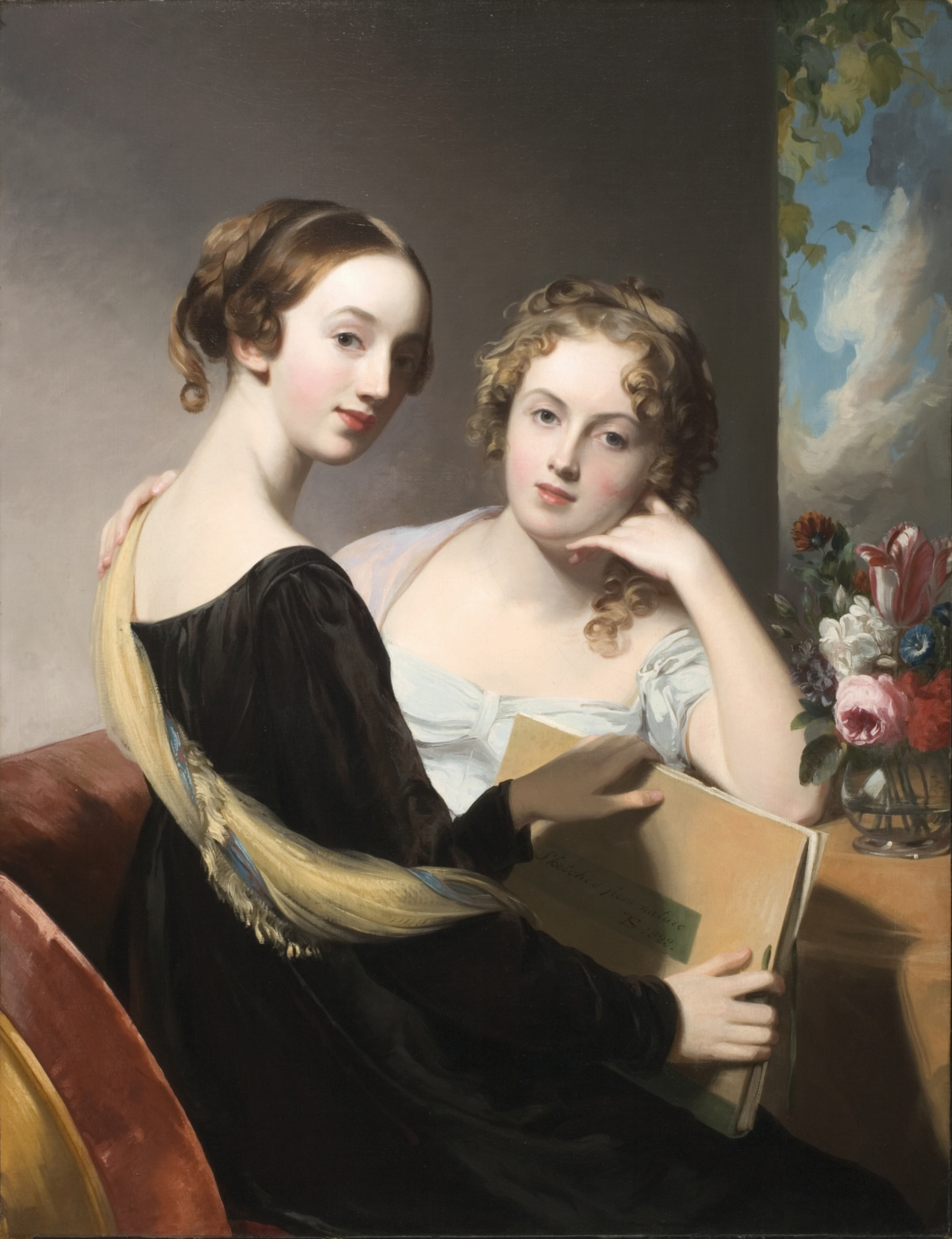
Портрет миссис Мэри и Эмили МакЮэн. Музей искусства округа Лос-Анджелес.
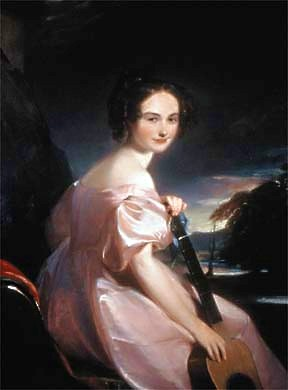
Мисс Уолтон из Флориды, 1833, холст, масло
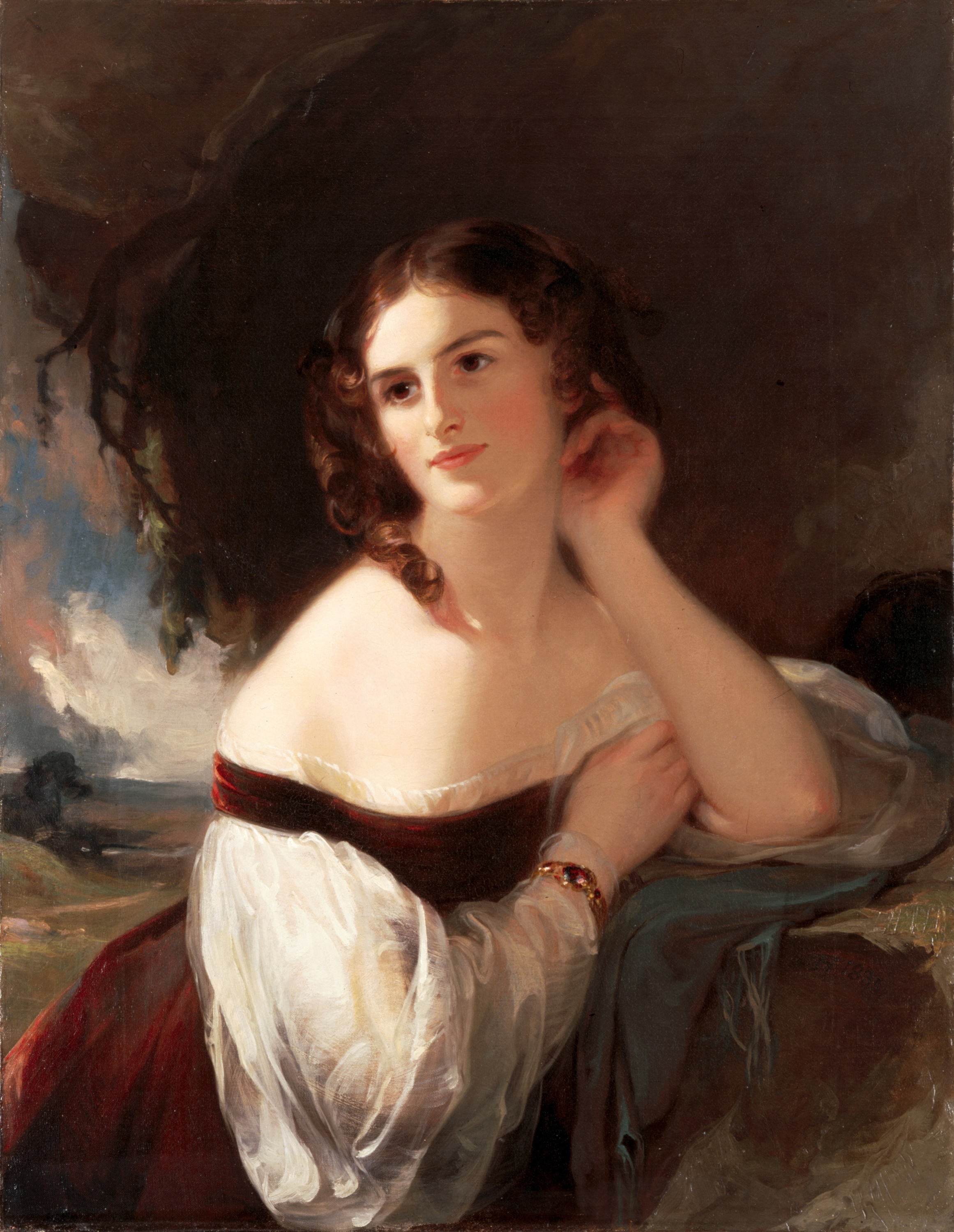
Портрет Фанни Кембл, 1834
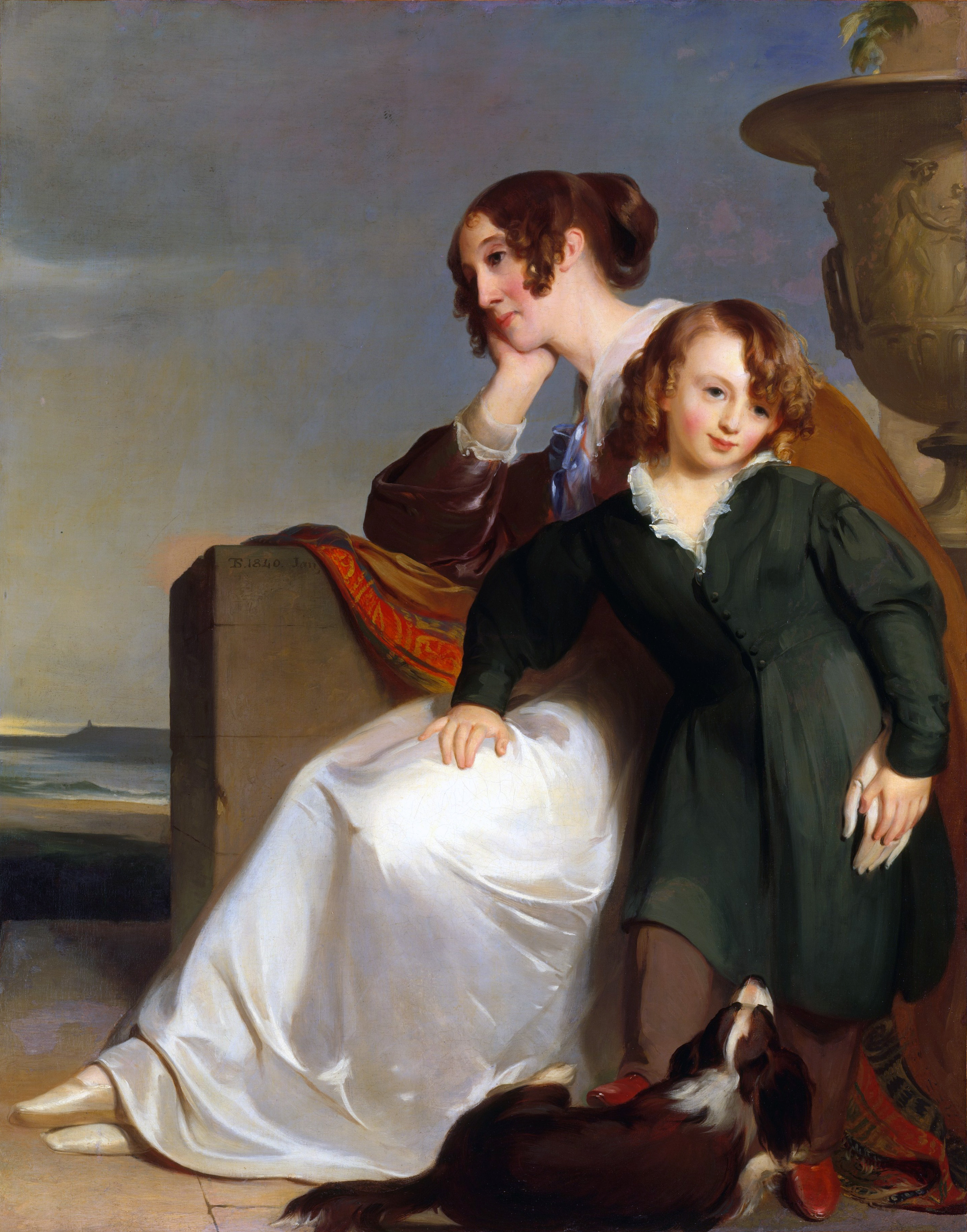
Мать и сын, 1840, холст, масло. Метрополитен-музей, Нью-Йорк